# Фторид европия(III)

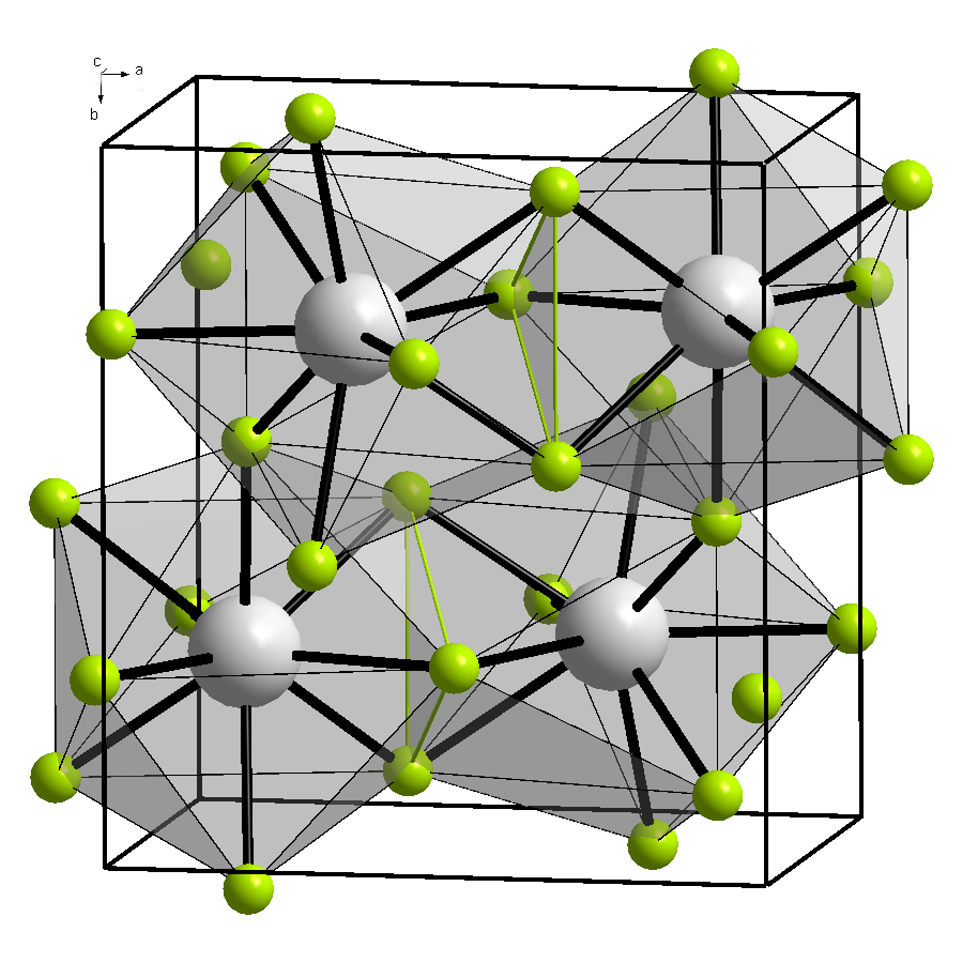

Фтори́д евро́пия(III) — неорганическое соединение, 
соль европия и плавиковой кислоты с формулой EuF3,
бесцветные кристаллы,
не растворяется в воде.

## Получение
- Действие газообразного фтористого водорода на хлорид европия(III):

{\displaystyle {\mathsf {EuCl_{3}+3HF\ {\xrightarrow {}}\ EuF_{3}+3HCl}}}
- Действие газообразного фтористого водорода на оксид европия(III):

{\displaystyle {\mathsf {Eu_{2}O_{3}+6HF\ {\xrightarrow {700^{o}C}}\ 2EuF_{3}+3H_{2}O}}}
- Реакция оксида европия(III) и гидрофторида аммония:

{\displaystyle {\mathsf {Eu_{2}O_{3}+6NH_{4}F\cdot HF\ {\xrightarrow {300^{o}C}}\ 2EuF_{3}+6NH_{4}F+3H_{2}O}}}
- Обменная реакция в водном растворе:

{\displaystyle {\mathsf {EuCl_{3}+3HF+xH_{2}O\ {\xrightarrow {}}\ EuF_{3}\cdot xH_{2}O\downarrow +3HCl}}}
гидратированный фторид сушат в вакууме при 300°С.

## Физические свойства
Фторид европия(III) образует бесцветные кристаллы двух модификаций:
- ромбическая сингония, пространственная группа P nma, параметры ячейки a = 0,6622 нм, b = 0,7019 нм, c = 0,3496 нм.
- гексагональная сингония, параметры ячейки a = 0,6940 нм, c = 0,7100 нм.

Не растворяется в воде.